# Attila (opera)
Attila è un'opera di Giuseppe Verdi su libretto di Temistocle Solera tratto dalla tragedia Attila, König der Hunnen di Zacharias Werner.
Esordì alla Fenice di Venezia il 17 marzo 1846. Gli interpreti e gli artisti coinvolti furono i seguenti:

| Personaggio                           | Interprete                      |
| ------------------------------------- | ------------------------------- |
| Attila                                | Ignazio Marini                  |
| Uldino                                | Ettore Profili                  |
| Odabella                              | Sophie Löwe                     |
| Ezio                                  | Natale Costantini               |
| Foresto                               | Carlo Guasco                    |
| Leone                                 | Giuseppe Romanelli              |
| Scene                                 | Giuseppe Bertoja                |
| Maestro del coro                      | Luigi Carcano                   |
| Maestro al cembalo                    | Giuseppe Verdi (per tre recite) |
| Primo violino e direttore d'orchestra | Gaetano Mares                   |

L'opera affascinò Verdi soprattutto per i protagonisti: Attila, Ezio e Odabella. Il compositore, non del tutto soddisfatto del libretto, chiese a Francesco Maria Piave di apportare alcune modifiche. Solera, resosi irreperibile in Madrid a causa dei debiti, si offese e non collaborò mai più col musicista.
La prima dell'opera non ebbe il successo desiderato, tuttavia l'opera si affermò al margine del repertorio ottocentesco, ed è eseguita abbastanza spesso anche oggi.
La seconda versione ha avuto la prima il 9 settembre 1846 al Teatro degli Avvalorati di Livorno con Sophie Löwe seguita il 28 settembre successivo al Teatro Grande poi Teatro Verdi (Trieste), il 10 ottobre al Teatro Comunale di Bologna, il 26 dicembre al Teatro alla Scala di Milano diretta da Eugenio Cavallini con Eugenia Tadolini, Napoleone Moriani, Achille De Bassini e Marini e al Teatro Ducale di Parma con Antonio Poggi, il 22 aprile 1847 al Teatro Nacional de São Carlos di Lisbona, nel 1848 il 14 marzo all'His Majesty's Theatre di Londra con Sophie Crüwell, il 26 ottobre al Teatro San Carlo di Napoli con la Tadolini e Filippo Colini e il 26 dicembre al Teatro Regio di Torino con Marietta Gazzaniga e De Bassini, nel 1850 il 15 aprile al Niblo's Garden di New York e il 13 dicembre al La Monnaie/De Munt di Bruxelles, il 18 agosto 1852 al Teatro Riccardi (poi Teatro Gaetano Donizetti) di Bergamo, il 17 agosto 1860 a Melbourne e il 10 ottobre 1863 all'Opéra de Nice.
Nel 1962 avviene la prima al Teatro Comunale di Firenze diretta da Bruno Bartoletti con Margherita Roberti, Gastone Limarilli, Giangiacomo Guelfi e Boris Christoff, nel 1964 al Teatro dell'Opera di Roma diretta da Fernando Previtali con la Roberti, Limarilli, Mario Zanasi e Raffaele Arié, nel 1965 per la radio francese; nel 1976 l'opera venne ripresa alla Scala con Nicolai Ghiaurov come protagonista affiancato da Piero Cappuccilli come Ezio; riapparve nel 1977 a Bilbao con Ruggero Raimondi, Antonio Salvadori, Rita Orlandi Malaspina e Nicola Martinucci, nel 1982 al Théâtre du Châtelet di Parigi diretta da Gianluigi Gelmetti, nel 1990 al Royal Opera House, Covent Garden di Londra con Ruggero Raimondi, Josephine Barstow e Giorgio Zancanaro, nel 2001 all'Opéra national de Paris con Samuel Ramey e Marija Hulehina e nel 2010 al Metropolitan Opera House di New York diretta da Riccardo Muti con Violeta Urmana, Ramón Vargas, Giovanni Meoni e Samuel Ramey.
È stata rappresentata in piazza Capitolo ad Aquileia (dove Giuseppe Verdi ha ambientato la vicenda) il 16 luglio 2010, nell'ambito dell'evento "Attila - l'Opera di Aquileia".
Gli interpreti che hanno preso parte a questo evento sono stati: Alessandro Svab (Attila), Giorgio Casciarri (Foresto), Andrea Zese (Ezio), Francesca Scaini (Odabella), Alessandro De Angelis (Uldino), Goran Ruzzier (Leone), diretta dal maestro Manlio Benzi, con la regia di Dino Gentili.
Nel 2018 l'opera torna alla Scala per la tradizionale apertura di stagione del 7 dicembre. A impersonare Attila Ildar Abdrazakov, diretto da Riccardo Chailly, per la regia di Davide Livermore

## Trama

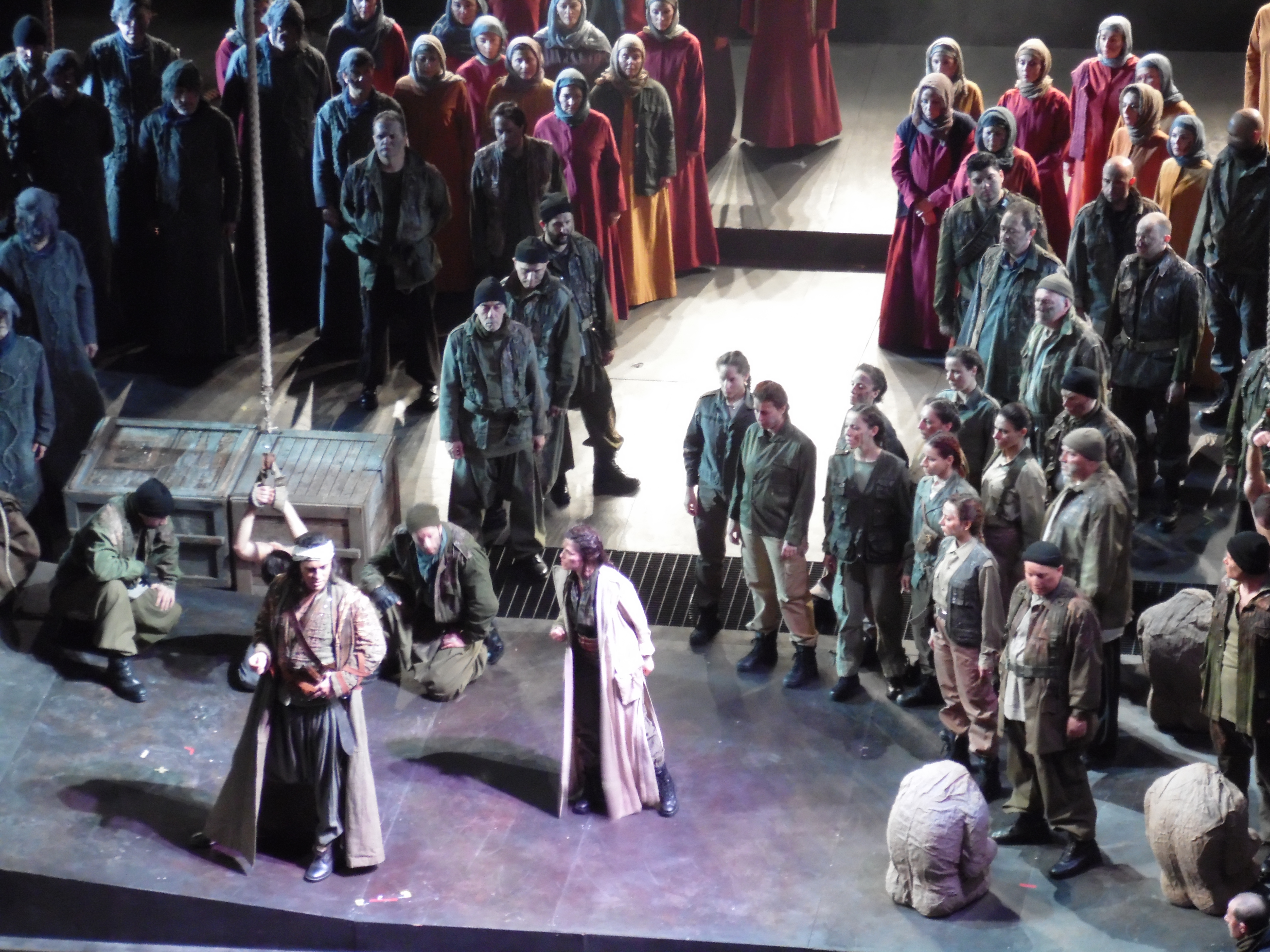
Verdi: Attila. Teatro Massimo, Palermo 2016

### Prologo

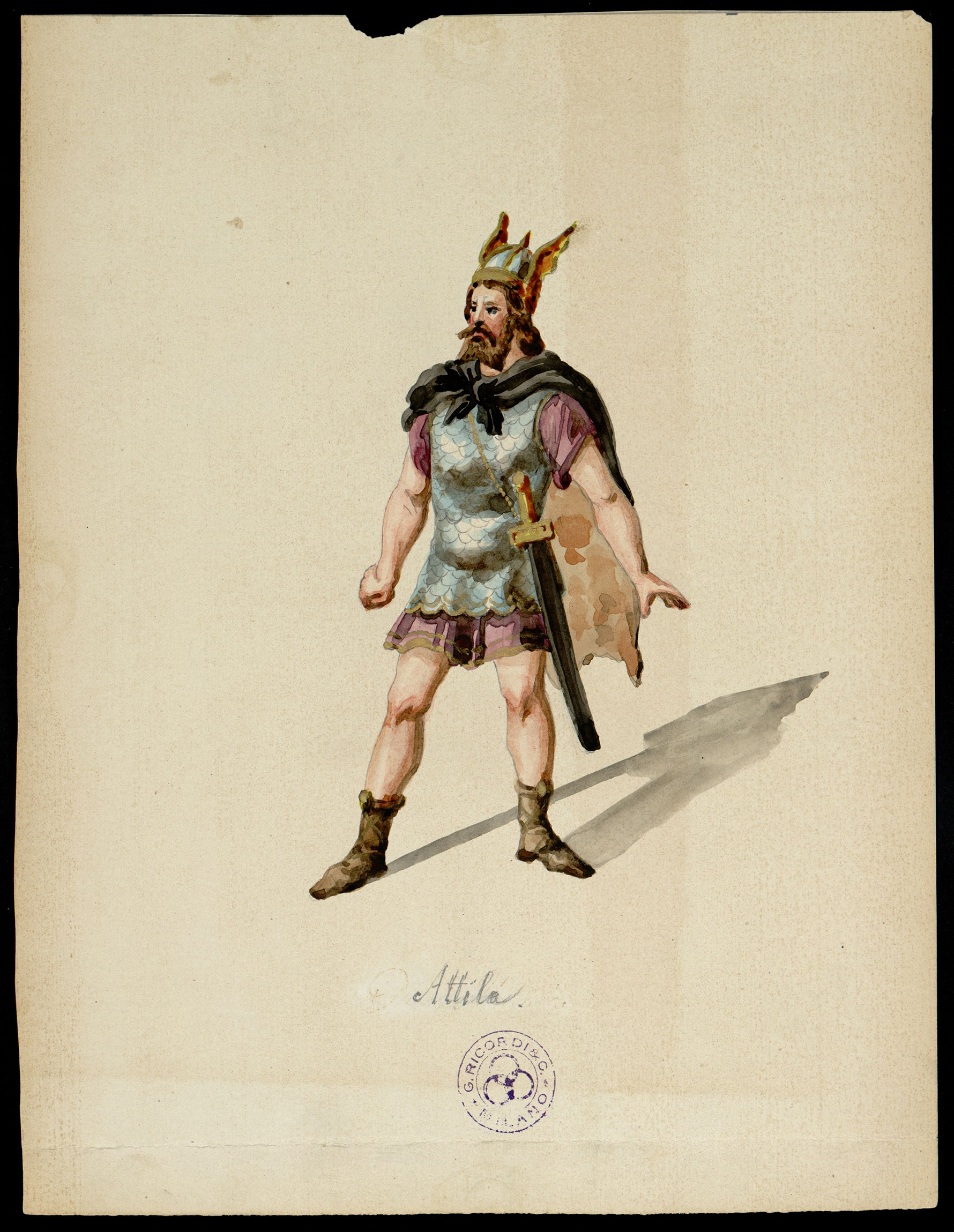
Attila (basso), figurino per Attila (1846). Archivio Storico Ricordi.

Ad Aquileia, attorno alla metà del V secolo. Gli Unni saccheggiano la città, guidati da Attila. Entra il re degli Unni, che s'infuria quando vede uno stuolo di donne di Aquileia condotto a lui, perché aveva ordinato di non risparmiare nessuno. Uldino gli dice che è un omaggio a lui, dato che quelle donne si erano dimostrate abili guerriere quanto i fratelli; Attila è ammirato, specialmente da Odabella, figlia del signore di Aquileia, che medita vendetta dopo che l'invasore le ha ucciso la famiglia (Santo di patria indefinito amor). Attila ammira l'audacia di Odabella, e le chiede cosa voglia. Odabella rivuole la sua spada, e Attila le porge la propria, e lei, ricevuta la spada, pensa di vendicare il padre e la famiglia uccidendolo con essa. Entra il generale romano Ezio, antico avversario di Attila e da lui ammirato, che gli propone di dominare il mondo ma di lasciare a lui l'Italia (Tardo per gli anni e tremulo). Attila rifiuta sdegnato, ed Ezio parte con atteggiamento più freddo.
La seconda scena è a Rio Alto, dopo una tempesta, gli eremiti guardano e aiutano i profughi di Aquileia condotti da Foresto, marito di Odabella. Foresto compiange l'amata e giura di ritrovarla e salvare l'Italia (Ella in poter del barbaro!).

### Atto I
Odabella, in un campo presso Roma, si sfoga, e le appare il fantasma del padre (Oh, nel fuggente nuvolo). Arriva Foresto, che respinge Odabella, accusandola di tradirlo con Attila. Odabella risponde che l'unico motivo per cui segue l'invasore è ucciderlo con la sua stessa spada, e Foresto viene rincuorato dalla donna che ama.
Nella sua tenda, Attila ha un incubo, che racconta ad Uldino: presso Roma, la voce di un vecchio gli imponeva di non avvicinarsi (Mentre gonfiarsi l'anima). Uldino lo invita a scacciare queste visioni, ed Attila si prepara ad invadere Roma. Ma da lontano giungono dei suoni religiosi, e compare una processione guidata dal vecchio papa Leone I che gli impone di stare lontano da Roma. Attila è terrorizzato: il suo sogno si è avverato.

### Atto II
Ezio, con ira, viene a sapere che l'imperatore Valentiniano ha imposto una tregua con gli Unni, e ricorda i tempi antichi dell'onore romano (Dagli immortali vertici). Giunge Foresto che gli comunica l'intenzione di uccidere Attila, ed Ezio si accorda con lui, sapendo che correrà a morte se l'azione fallirà.
Al banchetto con i Romani, i Druidi avvertono Attila che i presagi sono nefasti, ma lui non li ascolta. A turbare la festa giunge anche un vento che spegne tutti i fuochi, e provoca terrore tra gli astanti. I fuochi si riaccendono, e Foresto dice ad Odabella che Attila sta per bere una coppa avvelenata che ha preparato lui. Ma Odabella vuole solo sua la vendetta ed avverte l'invasore, ma gli chiede di essere lei a occuparsi di Foresto. Attila non solo esaudisce i suoi desideri, ma le offre di diventare regina.

### Atto III
Foresto è deluso dal comportamento di Odabella (Che non avrebbe il misero) e viene a sapere da Uldino che i Romani sono nel campo unno, pronti ad uccidere Attila. Arriva anche Ezio, e dopo di lui, Odabella, che fugge dal talamo nuziale. Giunge Attila, in cerca della sposa; ma i tre lo fermano, intenzionati ad eliminarlo. Il re ricorda a ciascuno i favori concessi: ad Ezio la salvezza di Roma, a Foresto la grazia, ad Odabella il trono. Ma i tre vendicatori non recedono e Odabella lo pugnala a morte, mentre i Romani dilagano per il campo sterminando gli Unni.

## Organico orchestrale
La partitura di Verdi prevede l'utilizzo di:
- 2 flauti (II. anche ottavino), 2 oboi, corno inglese, 2 clarinetti, 2 fagotti
- 4 corni, 2 trombe, 3 tromboni, cimbasso
- timpani, campana, tamburo, grancassa, piatti
- arpa
- archi

Da suonare internamente
- 3 trombe

## Brani famosi
- Preludio
- Santo di patria... Allor che i forti corrono, cavatina di Odabella (prologo)
- Tardo per gli anni e tremulo, duetto tra Ezio e Attila (prologo)
- Ella in poter del barbaro, cavatina di Foresto (prologo)
- Oh nel fuggente nuvolo, romanza di Odabella (atto I)
- Mentre gonfiarsi l'anima, aria di Attila (atto I)
- Dagli immortali vertici, aria di Ezio (atto II)
- Che non avrebbe il misero, romanza di Foresto (atto III)

## Numeri musicali

### Prologo
- 1 Preludio
- 2 Introduzione
  - Coro Urli, rapine, gemiti, sangue (Coro) Scena I
  - Scena Eroi, levatevi! (Attila) Scena II
  - Coro Viva il re delle mille foreste (Coro) Scena II
- 3 Scena e Cavatina di Odabella
  - Scena Di vergini straniere (Attila, Uldino, Odabella) Scena III
  - Cavatina Allor che i forti corrono (Odabella) Scena III
  - Tempo di mezzo Bella è quell'ira, o vergine (Attila, Odabella) Scena III
  - Cabaletta con coro Da te questo or m'è concesso (Odabella, Attila, Coro) Scena III
- 4 Duetto di Attila ed Ezio
  - Scena Uldino, a me dinanzi (Attila) Scena III-IV-V
  - Duetto Tardo per gli anni, e tremulo (Ezio, Attila) Scena V
  - Tempo di mezzo Ma se fraterno vincolo (Ezio, Attila) Scena V
  - Cabaletta Vanitosi!... Che abbietti e dormenti (Attila, Ezio) Scena V
- 5 Scena e Cavatina di Foresto
  - Scena Qual notte!... - Quai voci!... (Eremiti, Aquileiesi, Foresto) Scena VI-VII
  - Cavatina con coro Ella in poter del barbaro! (Foresto, Coro) Scena VII
  - Tempo di mezzo Cessato alfine il turbine (Eremiti, Foresto) Scena VII
  - Cabaletta con coro Cara patria, già madre e reina (Foresto, Coro) Scena VII

### Atto I
- 6 Scena e Romanza di Odabella
  - Scena Liberamente or piangi... (Odabella) Scena I
  - Romanza Oh! nel fuggente nuvolo (Odabella) Scena I
- 7 Scena e Duetto di Odabella e Foresto
  - Scena Qual suon di passi! - Donna! - Gran Dio!!... (Odabella, Foresto) Scena I-II
  - Duetto Sì, quell'io son, ravvisami (Foresto, Odabella) Scena II
  - Tempo di mezzo Va. - Racconta al sacrilego infame (Foresto, Odabella) Scena II
  - Cabaletta Oh t'inebria nell'amplesso (Foresto, Odabella) Scena II
- 8 Scena e Aria di Attila
  - Scena Uldino! Uldin! (Attila, Uldino) Scena III
  - Aria Mentre gonfiarsi l'anima (Attila) Scena III
  - Tempo di mezzo Raccapriccio! Che far pensi? (Uldino, Attila) Scena III
  - Cabaletta Oltre quel limite (Attila) Scena IV
- 9 Finale I
  - Scena Parla, imponi - Chi vien? (Coro, Attila, Leone) Scena V-VI
  - Finale No!... non è sogno (Attila, Uldino, Leone, Odabella, Foresto, Coro) Scena VI

### Atto II
- 10 Scena e Aria di Ezio
  - Scena Tregua è cogli Unni (Ezio) Scena I
  - Aria Dagli immortali vertici (Ezio) Scena I
  - Tempo di mezzo Chi vien? - Salute ad Ezio - Che brami tu? (Ezio, Coro, Foresto) Scena I-II-III
  - Cabaletta È gettata la mia sorte (Ezio) Scena IV
- 11 Finale II
  - Coro Del ciel l'immensa volta (Coro) Scena V
  - Scena Ezio, ben vieni! (Attila, Ezio, Druidi) Scena VI
  - Coro Chi dona luce al cor?... (Sacerdotesse) Scena VI
  - Seguito del Finale Lo spirto de' monti (Coro, Foresto, Odabella, Ezio, Attila, Uldino) Scena VI
  - Scena Si riaccendan le torce d'intorno (Attila, Foresto, Odabella) Scena VI
  - Stretta del Finale Oh, miei prodi! un solo giorno (Attila, Odabella, Foresto, Ezio, Uldino, Coro) Scena VI

### Atto III
- 12 Scena e Romanza di Foresto
  - Scena Qui del convegno è il loco... (Foresto, Uldino) Scena I-II
  - Romanza Che non avrebbe il misero (Foresto) Scena II
- 13 Terzetto
  - Terzetto Che più s'indugia?... (Ezio, Foresto, Odabella, Coro) Scena III-IV
- 14 Quartetto finale
  - Quartetto Non involarti, seguimi (Foresto, Odabella, Attila, Ezio, Coro) Scena V-VI

## Romanza alternativa per Napoleone Moriani
Il manoscritto, custodito negli archivi del Museo Teatrale alla Scala, con numero di inventario 11113 e con segnatura MS MUS 97 è l'originale autografo di Verdi.
Tale romanza fu scritta per il celebre cantante Napoleone Moriani, nato a Firenze nel 1808 e morto sempre nella stessa città nel 1878, soprannominato il “tenore dalla bella morte” per la sua particolare bravura nell'interpretazione delle scene in cui il protagonista era costretto dalla trama a passare a miglior vita.
Cantò a lungo con Giuseppina Strepponi, con la quale ebbe una relazione amorosa durata sino al 1840, che portò secondo alcuni commentatori anche alla nascita di un figlio.
La romanza fu accompagnata da una lettera di Verdi al cantante (conservata anch'essa presso il Museo con numero di inventario 11111 e segnatura CA 5899) che dice: “Eccoti la romanza di cui farai quello che vorrai. Tu ieri sera mi parlasti di compenso, ed in questo lascio fare a te ciò che crederai conveniente. Addì 21 dic. 1846”.
Il manoscritto consta di 12 facciate, 11 delle quali scritte, e si trova in buono stato di conservazione. Vi sono notate 33 battute di musica.
L'orchestrazione comprende: flauto, 2 oboi, due clarinetti, 2 corni in Mi bemolle e 2 in La bemolle, 2 fagotti, arpa, violini, viole, violoncelli e contrabbassi.
Non si tratta certo di una pagina scritta di fretta e controvoglia: l'aria presenta una ampia articolazione ed è più lunga rispetto all'aria sostituita “Che non avrebbe il misero”.
Tra le preziosità da segnalare, indubbiamente la linea melodica molto equilibrata, la inaspettata modulazione iniziale che porta al Re bemolle, tonalità d'impianto dell'aria, al posto del do minore originale, oltre, e questo è indubbiamente l'aspetto più notevole, la delicata e varia strumentazione.
Moriani vendette ben presto la sua copia che comparve già l'anno seguente in alcune edizioni della riduzione per canto e pianoforte, come testimoniano esemplari ancora oggi custoditi al British Museum (H. 473-91) e alla Biblioteca Nazionale di Parigi (Vm5 1846) entrambi, come nota Julian Budden (Le opere di Verdi, Torino 1985), con gravi inesattezze armoniche.

## Incisioni discografiche

### Album in studio
| Anno | Cast (Attila, Odabella, Foresto, Ezio)                               | Direttore         | Etichetta   |
| ---- | -------------------------------------------------------------------- | ----------------- | ----------- |
| 1972 | Ruggero Raimondi, Cristina Deutekom, Carlo Bergonzi, Sherrill Milnes | Lamberto Gardelli | Philips     |
| 1985 | Nikola Gjuzelev, Marie Krikorian, Bojko Cvetanov, Lubomir Videnov    | Vladimir Ghiaurov | LC Classics |
| 1986 | Evgenij Evgen'evič Nesterenko, Sylvia Sass, János Nagy, Lajos Miller | Lamberto Gardelli | Hungaroton  |
| 1989 | Samuel Ramey, Cheryl Studer, Neil Shicoff, Giorgio Zancanaro         | Riccardo Muti     | EMI         |

### Live
| Anno | Cast (Attila, Odabella, Foresto, Ezio)                                        | Direttore         | Etichetta  |
| ---- | ----------------------------------------------------------------------------- | ----------------- | ---------- |
| 1970 | Ruggero Raimondi, Antonietta Stella, Gianfranco Cecchele, Giangiacomo Guelfi  | Riccardo Muti     | Memories   |
| 1972 | Nicolai Ghiaurov, Leyla Gencer, Veriano Luchetti, Norman Mittelmann           | Riccardo Muti     | Foyer      |
| 1980 | Nicolai Ghiaurov, Mara Zampieri, Piero Visconti, Piero Cappuccilli            | Giuseppe Sinopoli | Orfeo      |
| 1987 | Samuel Ramey, Linda Roark-Strummer, Veriano Luchetti, William Stone           | Gabriele Ferro    | Gala       |
| 2020 | Ildebrando D'Arcangelo, Liudmyla Monastyrska, Stefano La Colla, George Petean | Ivan Repusic      | BR Klassik |

## Videografia
| Anno | Cast (Attila, Odabella, Foresto, Ezio)                                  | Direttore        | Regista           | Etichetta |
| ---- | ----------------------------------------------------------------------- | ---------------- | ----------------- | --------- |
| 1985 | Evgenij Nesterenko, Maria Chiara, Veriano Luchetti, Silvano Carroli     | Nello Santi      | Giuliano Montaldo | NVC ARTS  |
| 1991 | Samuel Ramey, Cheryl Studer, Kaludi Kaludov, Giorgio Zancanaro          | Riccardo Muti    | Jérôme Savary     | Opus Arte |
| 2019 | Ildebrando D'Arcangelo, Maria José Siri, Fabio Sartori, Simone Piazzola | Michele Mariotti | Daniele Abbado    | Major     |